# Piacenza
Piacenza (  [pja't͡ʃensa] (?·pàg.)), o bé Plasència (d'Itàlia) (en llatí: Placentia; en emilià: Piasëinsa), és una ciutat d'Itàlia a la regió d'Emília-Romanya, província de Piacenza, amb una mica més de 102.404 habitants en el 2013.

## Història
Placència fou el nom clàssic de la ciutat de Piacenza; era una ciutat de la Gàl·lia Cispadana, a la riba sud del riu Po just on aquest rep les aigües del Trèbia. Era situada a la via Emília a uns 60 km de Parma. No se sap si hi havia alguna ciutat anteriorment a l'establiment de la colònia romana el 218 aC (al mateix temps que la de Cremona) amb 6000 colons, i amb dret llatí.
Just acabada la construcció de la ciutat i muralles es va conèixer l'arribada d'Hanníbal, cosa per la qual es va produir l'aixecament general dels gals bois i ínsubres, que van assolar el territori i van expulsar els colons que es van refugiar a Mutina; la ciutat no va poder ser ocupada ben defensada per les muralles, i va esdevenir quarter general de l'exèrcit d'Escipió abans i després de la batalla del Trèbia; el port de la ciutat, a la boca del Trèbia, va ser ocupat per Hanníbal el 218 aC. El 209 aC la colònia va demostrar la seva lleialtat a Roma i va acomplir amb la seva quota d'homes i subministraments mentre que dotze altres colònies més antigues es van declarar arruïnades i sense possibilitat d'acomplir la seva quota. En aquest any Hàsdrubal, que havia travessat els Alps, la va assetjar i va perdre un temps considerable i valuós; finalment va haver d'abandonar el setge.
El 200 aC es va produir una inesperada revolta dels gals que es van apoderar de la ciutat i la van saquejar i incendiar, i van agafar captius a la major part dels seus habitants, però després de la victòria del cònsol Luci Furi, es va aconseguir alliberar dos mil presoners.
Pocs anys després, Valeri Flac, que passava l'hivern a Cremona i Placència, la va restaurar i va reparar les pèrdues materials produïdes durant la guerra però encara estava exposada als atacs dels gals i lígurs, i el 193 aC el territori fou saquejat per aquests darrers que van arribar a les portes de la ciutat.
La població va quedar molt reduïda i el 190 aC el senat va decretar l'enviament d'un nou cos de 3.000 famílies per cadascuna de les colònies de Placència i de Cremona, i l'establiment de noves colònies al país dels bois. Uns anys després es va completar la submissió dels lígurs, i el cònsol Marc Emili va construir la via Emília d'Arimínium a Placència, i a partir de llavors aquesta part d'Itàlia va gaudir de tranquil·litat i va començar a esdevenir una zona prospera.
Placència fou una de les principals ciutats de la Via Emília, però se'n tenen poques notícies durant el període republicà. A la guerra civil entre Gai Màrius i Sul·la es va lliurar un combat prop de la ciutat en la qué els homes de Carbó foren derrotats per Lucul, general de Sul·la (82 aC). El 49 aC les tropes de Cèsar es van amotinar a Placència però la fermesa del dictador va posar fi a la revolta. Durant aquest període fou freqüent seu de les tropes d'aquesta part d'Itàlia. Les legions d'Octavi (August) també es van amotinar en aquesta ciutat durant la Guerra de Perusa (41 aC).
La Lex Julia del 90 aC va convertir la colònia llatina en municipi ordinari, però sota l'imperi es retroba el rang colonial esmentat per Plini el Vell i Tàcit, probablement degut a una colònia establerta sota el regnat d'August. Tàcit diu que era una gran ciutat en riquesa i habitants de la Gàl·lia Cispadana, i tot i que estava situada a la plana, estava ben defensada per unes fortes muralles.
El 69 fou ocupada per Vestrici Espurinna, general d'Otó, que la va defensar de l'atac de Cecina, general de Vitel·li que va travessar el riu Po i va venir a assetjar-la; finalment es va haver de retirar a Cremona; durant l'assalt de Cecina l'amfiteatre, suposadament el més gran d'Itàlia, es va incendiar accidentalment.
Després d'això no es tenen més notícies de la ciutat fins al regnat de Luci Domici Aurelià que va ser derrotat a les muralles de la ciutat pels marcomans. La ciutat tot i així va restar important. Al segle iv és esmentada per Ambròs de Milà en decadència com les altres ciutats de la zona. Va resistir a tots els atacs dels bàrbars i encara conservava certa importància a la caiguda de l'imperi.
Orestes, pare de Ròmul Augústul, va ser assassinat en aquesta ciutat per Odoacre el 476. Després va passar a mans dels ostrogots. Procopi l'esmenta com a fortalesa furant les guerres gòtiques, i capital de la província d'Emília. Ocupada pels romans d'Orient vers el 535 fou ocupada per Tòtila el 546 després de rendir-la per la fam. Pau el Diaca encara l'esmenta després com una ciutat important i opulenta.
Després d'un breu domini romà d'Orient va passar als longobards i fou seu d'un dels seus ducats. Després del 774 va passar als francs i al segle ix inclosa al Regne d'Itàlia. Després de la incursió dels hongaresos a Itàlia a finals del segle x, els bisbes van començar a perdre poder en favor de la comuna que va assolir el poder al segle xii (1126).
El 1095 fou seu d'un concili que va proclamar la Primera Croada. Membre de la Lliga llombarda va fer la guerra a l'emperador Frederic I Barba-roja fins a la victòria en la batalla de Legnano del 1176. El 1183, a l'església de Sant Antoní, es van signar els preliminars de la pau de Constança. També en el segle xii i XIII va lliurar guerres contra les veïnes Cremona, Pavia i Parma, i va arrabassar als Malaspina i al bisbe de Bobbio el control de les rutes comercials cap a Gènova on es van establir banquers de Piacenza.
- Sigifred Adalbert 997-1032
- Pietro Milanese 1032-1038
- Riccardo Capuano 1038-1041
- Ivone 1041-1045
- Guiu 1045-1048
- Dionigi 1048-1077
- Maurici 1077-1089
- Bonizzone 1089-1091
- Winric 1091-1096
- Aldo Gabrielli 1096-1122
- Arduí 1122-1130

Obert Pellavicino (1253-1257), Albert Fontana (1257-1261), Obert per segona vegada (1261-1266), Albert Scoto (1266-1290, 1290-1304, 1307-1308, 1309-1310 i 1312-1312) i Guiu della Torre (1308-1309) van exercir el poder a la segona meitat del segle xiii i començament del XIV fins que va passar a Milà.
Fou cedida per Milà al papa (1322-1335) però quan Francesc Scoto va assolir el poder els milanesos la van recuperar el 1336 i la van conservar fins al 1404 quan van perdre el poder i va assolir el govern Ottobono Terzi (1404-1406) per tornar a Milà (1406-1410, 1414-1415, i 1418-1447 i 1447-1500) estant entremig en mans de Joan Vignati (1410-1414) i de Felip Arcelli (1415-1418), Venècia (1447), França (1499-1500 i 1500-1512).
El 1512 fou cedida al papa i el 1545 convertida en ducat juntament amb Parma per Pere Lluís Farnesi nebot del Papa. Va patir una ocupació imperial del 1547 al 1556 i la capital ducal es va traslladar llavors a Parma. Sota el duc de Parma Odoardo I (1626-1626) va patir una epidèmia de fam i una pesta que van matar 6.000 i 13.000 persones.
Va seguir llavors la història del ducat de Parma i el 1860 va passar a Itàlia. Els resultats del plebiscit d'unió de Piacenza a Sardenya van donar 37.089 vots a favor i 496 en contra.
Fou bombardejada pels aliats al final de la segona guerra mundial i una part destruïda. Els partisans van actuar als Apenins.

## Persones il·lustres
- Claudio Veggio, madrigalista
- Angelo Genocchi (1817-1889), matemàtic